# هراس از عنکبوت (فیلم)
هراس از عنکبوت (به انگلیسی: Arachnophobia) فیلمی محصول سال ۱۹۹۰ و به کارگردانی فرانک مارشال است. در این فیلم بازیگرانی همچون جف دانیلز، جولیان سندز، هارلی جین کوزک، جان گودمن، برایان مک‌نامارا، جیمز هندی، پیتر جیسون، هنری جونز، فرانسیس بای ایفای نقش کرده‌اند.